# Convergents
|  | Per a altres significats, vegeu «Convergència Democràtica de Catalunya». |

Convergents és un partit polític català i espanyol fundat el novembre de 2017 per Germà Gordó i Teresa Pitarch. El partit es defineix com a centrista i sobiranista. És una escissió del Partit Demòcrata Europeu Català, tot i que també inclou antics militants d'Unió, Demòcrates de Catalunya, Convergència Democràtica de Catalunya i gent que no havia militat mai en cap partit. El partit és promogut per l'associació Nova Convergència, ara Institut Juliana Morell (amb la qual té molts vincles i comparteixen ideologia), una associació política que defensa els valors clàssics de Convergència Democràtica de Catalunya.

## Posició política
El partit es defineix com a centre ampli partidari del dret a l'autodeterminació de Catalunya, defensor de les llibertats individuals, contrari al centralisme espanyol, independentista i europeista. Dins del partit, hi ha moltes ideologies representades, tals com ho poden ser el liberalisme, la democràcia cristiana, la socialdemocràcia i el feminisme. Tot i aquesta varietat ideològica, el partit manté una sèrie de punts en comú en temes com la defensa de l'escola catalana pública, privada i concertada (en totes les seves variants), un model sanitari que combina l'oferta pública, privada i concertada, polítiques que afavoreixin el teixit empresarial, el lliure comerç, la justícia social, la defensa de la família com a entorn transmissor de valors i la dignitat de la vida en totes les seves etapes.
Igual que a Convergència Democràtica de Catalunya, a Convergents, els seus representants tindran llibertat de vot en temes que impliquin creences personals, religioses etc. Tot i això és molt difícil situar al partit en l'eix esquerra-dreta, ja que el partit defensa una ideologia molt àmplia que pot dur a la confusió. Tanmateix, és un partit homologable a la resta de partits liberal progressistes europeus.

## Història

### Eleccions catalanes de 2017
El desembre de 2017, Convergents va decidir concórrer a les eleccions al Parlament de Catalunya de 2017. A la llista hi havia militants del partit i gent independent, d'entre les personalitats més destacades d'aquesta llista, es troben l'ex conseller de justícia Germà Gordó, l'expresidenta de l'Institut Català de la Dona, Teresa Pitarch i l'advocada Sílvia Requena. Es va acordar només presentar la llista per Barcelona, per no perjudicar altres opcions sobiranistes. Tot i que la llista va ser publicada al BOE, i complia amb els requisits de paritat, aquesta va ser rebutjada per no haver presentat les signatures necessàries per poder presentar-se, ja que tot i tenir un diputat, es considera que el partit no disposava de representació en l'anterior legislatura. En saber-se el rebuig de la candidatura, el partit va realitzar un comunicat per xarxes socials, en què demanava el vot a qualsevol candidatura de centre, sobiranista i que defensés les institucions catalanes.

## Polèmiques
El partit des del any 2017 ha sigut protagonista de moltes controvèrsies i polèmiques. Sense anar mes lluny, la cara visible del partit Germà Gordó, ha estat encausat per el cas del 3% relacionat amb Convergència democràtica de Catalunya. També es destaca que en el poc temps que porta el partit diversos membres importants com ara l’advocada Silvia Raquenahan abandonat el partit al·legant desavinences greus amb la direcció del partit.

### Eleccions municipals i generals espanyoles de 2019
Convergents es va presentar a les eleccions generals espanyoles d'abril de 2019, on va obtenir 2.541 vots (el 0,06%) i cap escó. Com que el Congrés dels Diputats no va aconseguir elegir cap President del Govern, es van tornar convocar eleccions el novembre, però Convergents no s'hi va presentar.
En les eleccions municipals de maig de 2019, Convergents es va presentar en solitari a Sant Jaume dels Domenys, el Vendrell, Torroja del Priorat, Calafell, Arnes, Santa Coloma de Gramenet, Barcelona, Sant Pol de Mar, Cerdanyola del Vallès, l'Hospitalet de Llobregat i Lleida. En total va obtenir 1.493 vots i 5 regidors. A Sant Jaume dels Domenys va ser la força més votada amb 512 vots i 4 escons. En altres poblacions es va presentar en coalició amb partits locals. Sumant les candidatures en solitari i en coalició, es va presentar en 27 municipis i va obtenir 8.395 vots i 21 regidors. El mateix dia també hi va haver eleccions europees, on no s'hi va presentar.

### Eleccions de 2023 i 2024
El partit no es va aconseguir cap regidor en les eleccions municipals espanyoles de 2023, i no es va presentar a les eleccions generals espanyoles de 2023. El partit va aprovar presentar-se a les eleccions al Parlament de Catalunya de 2024, presentant candidatura únicament a la província de Tarragona on va obtenir 263 vots i un 0,08% fracassant així les intencions que tenien per obtenir representació. El Consell nacional de convergents va aprovar també presentar-se a les eleccions europees. en coalició amb dos partits valencianistes de centreesquerra com son Via Mediterrània i Republica Valenciana ideología també de centreesquerra, independentista i progressista on tampoc va aconseguir representació amb la llista País i moviment rural, obtenint 7017 vots, menys que la Falange 

## Resultats electorals
| Any  | Vots  | %    | Escons    |
| ---- | ----- | ---- | --------- |
| 2019 | 1.493 | 0,04 | 5 / 9.076 |

| Data        | Vots  | %    | Escons |
| ----------- | ----- | ---- | ------ |
| 2019, abril | 2.541 | 0,06 | 0 / 48 |